# Ficus jimiensis
Ficus jimiensis är en mullbärsväxtart som beskrevs av C. C. Berg. Ficus jimiensis ingår i släktet fikonsläktet, och familjen mullbärsväxter. Inga underarter finns listade i Catalogue of Life.